# Quercus oglethorpensis
Quercus oglethorpensis är en bokväxtart som beskrevs av Wilbur Howard Duncan. Quercus oglethorpensis ingår i släktet ekar, och familjen bokväxter. IUCN kategoriserar arten globalt som starkt hotad. Inga underarter finns listade.